# Дубовиков (хутор)
Дубовиков — хутор в Тбилисском районе Краснодарского края. Входит в состав Геймановского сельского поселения.

## География
Расположен на левом берегу реки Зеленчук 2-й.

## Население
| 2002 | 2010 |
| ---- | ---- |
| 115  | ↘84  |